# Valle de Hecho
Valle de Hecho (baskiska: Echo Ibarra) är en kommun i Spanien.   Den ligger i provinsen Provincia de Huesca och regionen Aragonien, i den nordöstra delen av landet, 400 km nordost om huvudstaden Madrid. Antalet invånare är 937. Arean är 234 kvadratkilometer. Valle de Hecho gränsar till Puente la Reina de Jaca, Canal de Berdún, Ansó, Fago, Aragüés del Puerto, Aísa, Jaca och Santa Cilia. 
Terrängen i Valle de Hecho är kuperad åt sydväst, men åt nordost är den bergig.